# آمالیا آرازیان
آمالیا آرتمی آرازیان (ارمنی: Ամալյա Արտեմի Արազյան؛  ۱۰ دسامبر ۱۹۱۲ – ۳ سپتامبر ۲۰۰۵) یک بازیگر اهل ارمنستان بود. 

## زندگی‌نامه
وی در 2 دسامبر یا ۱۰ دسامبر ۱۹۱۲ در ایروان به دنیا آمد و در سال ۱۹۳۲ از فرهنگستان دولتی تئاتر سوندوکیان فارغ‌التحصیل شد. وی همچنین برندهٔ جوایزی همچون هنرمند مردمی ارمنستان شوروی (۱۹۶۲) شده است. وی در ۳ سپتامبر ۲۰۰۵ در سن ۹۲ سالگی در ایروان درگذشت و در آرامستان مرکزی ایروان (توخماخ) به خاک سپرده شد.

## گزیده فیلمشناسی
از فیلم‌ها یا برنامه‌های تلویزیونی که وی در آن نقش داشته است می‌توان به سیل کوهستانی (۱۹۳۹)، برای شرف (فیلم) (۱۹۵۶)، مردی از المپوس (۱۹۷۴) اشاره کرد.

## نگارخانه

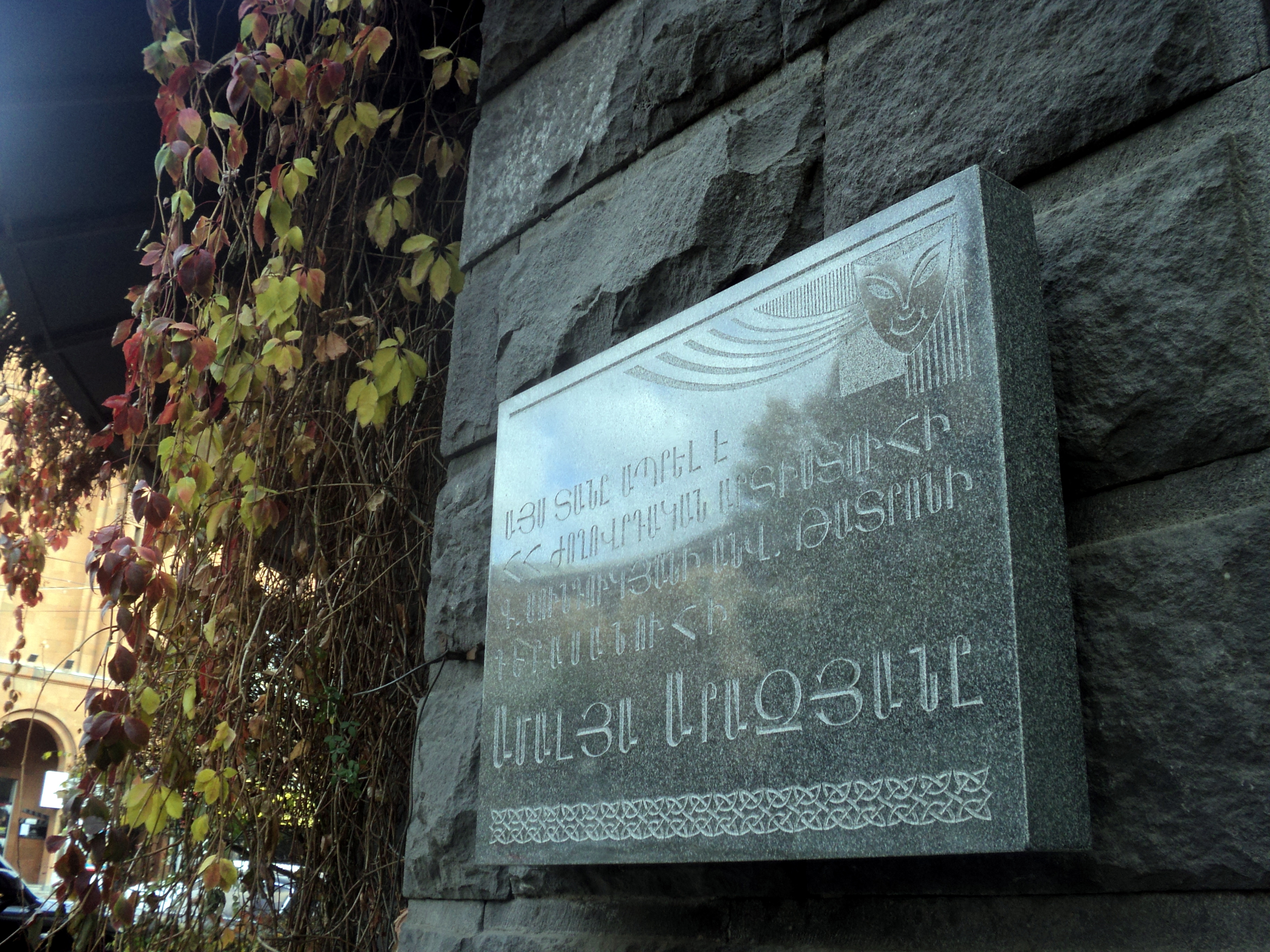
پلاک آمالیا آرازیان